# Ixora myrsinoides
Ixora myrsinoides är en måreväxtart som beskrevs av Albert Charles Smith. Ixora myrsinoides ingår i släktet Ixora och familjen måreväxter. Inga underarter finns listade i Catalogue of Life.